# Ribulosa

Proyección de Fischer de la D-ribulosa.

La ribulosa es una molécula orgánica de tipo glúcido. Se clasifica dentro de los monosacáridos y corresponde a una cetopentosa, es decir una molécula formada por cinco átomos de carbono con un grupo cetona (enlace doble de un carbono intermedio a un oxígeno), y cuatro grupos alcohol(-OH) en los carbonos libres. No se puede ciclar 
Su derivado fosforilado, la ribulosa-1,5-bisfosfato, interviene en el ciclo de Calvin, en la fase oscura de la fotosíntesis; es la molécula sobre la cual se fija el CO2.
Su fórmula química es: C5H10O5.